# 1812
1812 (MDCCCXII) je bilo prestopno leto, ki se je po gregorijanskem koledarju začelo na sredo, po 12 dni počasnejšem julijanskem koledarju pa na ponedeljek.

## Dogodki
- 1. januar - v veljavo stopi Obči državljanski zakonik, kodifikacija splošnega civilnega prava Habsburške monarhije, kasneje uveljavljena tudi v slovenskih deželah
- 22. februar - bitka pri Piranu, prva in do zdaj edina pomorska bitka v slovenskem morju

## Rojstva
- 6. april - Aleksander Ivanovič Gercen, ruski socialistični revolucionar, publicist in filozof († 1870)
- 9. junij - Johann Gottfried Galle, nemški astronom († 1910)
- 21. junij - Moses Hess, nemški novinar, socialist († 1875)

## Smrti
- 20. januar - Juraj Maljevec hrvaško-kajkavski pisatelj (* 1734)
- 24. februar - Étienne Louis Malus, francoski častnik, inženir, fizik, matematik (* 1775)
- 11. maj - Spencer Perceval, britanski predsednik vlade (* 1762)